# 劳伦斯·贝尔

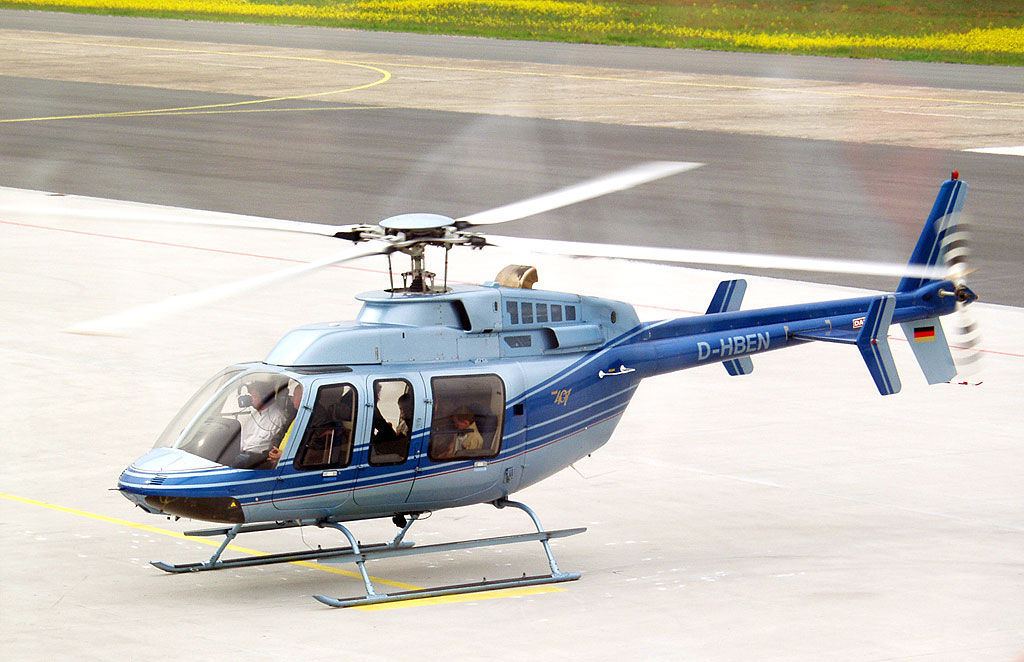
贝尔-407直升机

劳伦斯·贝尔（1894年4月9日—1956年10月20日），贝尔飞行器公司的创始人。
贝尔生于美国印第安纳Mentone，1907年全家搬到加利福尼亚圣塔莫尼卡。1912年贝尔开始给他的哥哥格路佛·贝尔和特技飞行员林肯·毕其做机械师。第二年格路佛·贝尔死于飞行事故。贝尔发誓再也不和飞行沾边了。但是他的朋友说服他回到了飞行工业，参加了格伦·L·马丁公司。在他二十岁的时候成为了领班，后来成为了公司总经理。
1928年贝尔离开了马丁公司参加了位于纽约州布法罗的统一飞行器，最终成为副总裁和总经理。后统一飞行器搬到了加利福尼亚的圣地亚哥，但是贝尔留在了布法罗，于1935年7月10日创办了自己贝尔飞行器公司。贝尔飞行器在第二次世界大战期间制造了几种战斗机，另外其制造的贝尔X-1，是第一个在平飞状态下突破音障的飞行器。贝尔飞行器公司1941年开始开发直升飞机， 1943年贝尔30首航。
贝尔死于1956年，随后几年公司陷入财政困境，最终于1960年被Textron收购，现名为Bell Helicopter Textron或简称贝尔直升机。贝尔直升机是世界主要直升机和倾转翼飞行器制造商之一，著名民用产品包括Bell 2xx系列，Bell 4xx系列，著名军用产品包括UH-1系列，AH-1系列，A139（同奥古斯塔合作），ARH和V-22鱼鹰（同波音合作）。
由于其在X-1中的贡献，贝尔获得了1947年Collier奖。1944年获得了汽车工程师协会的Daniel Guggenheim奖章。贝尔死后被引入国家航空名人堂（1977），陆军航空名人堂（1986）和国际航空航天名人堂（2004）。